# Mézières-sur-Issoire
Mézières-sur-Issoire (en occitano Masères) era una comuna francesa situada en el departamento de Alto Vienne, de la región de Nueva Aquitania, que el 1 de enero de 2016 pasó a ser una comuna delegada de la comuna nueva de Val-d'Issoire al fusionarse con la comuna de Bussière-Boffy.

## Demografía
| Gráfica de evolución demográfica de Mézières-sur-Issoire entre 1800 y 2013 |
|                                                                            |

Los datos demográficos contemplados en este gráfico de la comuna de Mézières-sur-Issoire se han cogido de 1800 a 1999 de la página francesa EHESS/Cassini, y los demás datos de la página del INSEE.